# Галімзянов Салімзян Галімзянович
Салімзян Галімзянович (у нагородному листі — Олександр Самойлович) Галімзя́нов (1915—2005) — молодший сержант Робітничо-селянської Червоної Армії, учасник Другої світової війни, Герой Радянського Союзу (1943).

## Біографія
Салімзян Галімзянов народився 25 вересня 1915 року в селі Тульгузбаш (нині — Аскинський район Башкортостану) в сім'ї селянина. Татарин. Закінчив початкову школу, після чого працював у колгоспі, промартілі. В 1937—1939 роках проходив строкову службу в Робітничо-селянської Червоної армії. У 1942 році Галімзянов повторно покликаний в армію Аскинським районним військовим комісаріатом Башкирської АРСР. З 15 вересня того ж року — на фронтах Другої світової війни, був стрільцем 1-ї стрілецької роти 225-го гвардійського стрілецького полку 78-ї гвардійської стрілецької дивізії 7-ї гвардійської армії Степового фронту. Відзначився під час битви за Дніпро.
У ніч з 24 на 25 вересня 1943 року Галімзянов переправився через Дніпро в районі села Домоткань Верхньодніпровського району Дніпропетровської області Української РСР. На плацдармі на західному березі, опинившись разом з командиром роти в оточенні, зазнали поранень, Галімзянов зумів відбити всі ворожі атаки і врятувати його. У бою він особисто знищив близько 50 ворожих солдатів та 2 офіцери, а також захопив 2 кулемети.
Указом Президії Верховної Ради СРСР від 26 жовтня 1943 року за зразкове виконання бойових завдань командування і проявлені мужність і героїзм у боях з німецькими загарбниками, гвардії червоноармієць Салімзян Галімзянов удостоєний високого звання Героя Радянського Союзу з врученням ордена Леніна і медалі «Золота Зірка» за номером 1356.
Після закінчення війни в званні молодшого сержанта Галімзянов демобілізований. Проживав у рідному селі, працював будівельником. З 1998 року проживав в Єкатеринбурзі.
Помер 12 липня 2005 року, похований у рідному селі.

## Нагороди
- Медаль «Золота Зірка» Героя Радянського Союзу (26.10.1943)[2].
- Орден Леніна.
- Орден Вітчизняної війни 1-го ступеня(06.04.1985)[3].
- Орден Червоної Зірки.
- Медаль «За оборону Сталінграда».
- Інші медалі.